# Förstakammarvalet i Sverige 1911 (september)
Förstakammarvalet i Sverige 1911 var ett val i Sverige. let var ett indirekta val där förstakammarens ledamöter röstades fram av valmän (elektorer) som utsetts av landstingen och i de städer som inte hade något landsting utfördes valet av stadsfullmäktige. 
För att möjliggöra proportionella val var landstingen uppdelade i fem valkretsar. En valkrets röstade varje år så att det blev en kontinuerlig rotation av ledamöterna istället för att hela kammaren bytes ut.
Valet 1911 hölls den tredje valkretsgruppen som bestod av: Uppsala läns valkrets, Kalmar läns södra valkrets, Malmöhus läns valkrets, Göteborgs stads valkrets och Jämtlands läns valkrets. Ledamöterna utsågs av valmän från det landsting som valkretsarna motsvarade. I valet deltog 248 valmän och 25 riksdagsledamöter utsågs.

## Valresultat
| Parti                | Parti                      | Partiledare            | Röster | Röster | Mandatfördelning | Mandatfördelning |
| Parti                | Parti                      | Partiledare            | Antal  | +−     | Antal            | +−               |
| -------------------- | -------------------------- | ---------------------- | ------ | ------ | ---------------- | ---------------- |
|                      | Allmänna valmansförbundet  | Gustaf Fredrik Östberg | 142    | -24    | 15               | -                |
|                      | Frisinnade landsföreningen | Ernst Beckman          | 74     | +10    | 8                | -                |
|                      | Socialdemokraterna         | Hjalmar Branting       | 29     | +4     | 2                | -                |
|                      | Övriga                     |                        | 3      | +2     | 0                | -                |
| Antal giltiga röster | Antal giltiga röster       | Antal giltiga röster   | 248    | -8     | 25               |                  |

- Tre röster på den Fria gruppen (övriga) mottogs i Göteborgs stads valkrets.